# DirkJan
DirkJan is een Nederlandse gagstrip van Mark Retera, die zowel de tekst als de tekeningen verzorgt. De strip draait om de gelijknamige hoofdpersoon. Dit is een antiheld die meestal in een strook van drie plaatjes zijn weg in het leven probeert te vinden.

## Geschiedenis
Retera tekende zijn eerste strips in zijn studententijd in Nijmegen. Volgens het stripboekje Dossier DirkJan (2004) tekende hij zijn eerste strip in 1985, over "vier mannetjes zonder werk" en stond deze aan de basis van een latere strip over vier actievoerders die Retera tekende voor het studentenblad Lekker Prakken. In de laatstgenoemde strip, "Aksieburo Ket", deed het personage Bert zijn intrede als een van de vier leden van het actiebureau.
DirkJan zelf begon in 1989 als een strip over studentenleven. De hoofdpersoon, DirkJan, was in deze strip een student aan de Katholieke Universiteit Nijmegen, waar hij in een typisch studentenhuis woonde met stereotypen als aangevers: de bal, de bierdrinker (Bert), het bazige meisje dat controleert of iedereen wel zijn telefoontikken opschrijft en de zwervers die het gedeelde, verwarmde halletje gebruiken om in te overnachten. Vroege DirkJan-strips bevatten veel verwijzingen naar het studentenleven in Nijmegen.
DirkJan werd aanvankelijk gepubliceerd in Critic, het blad van de plaatselijke studievereniging van psychologiestudenten. Vervolgens verhuisde de strip naar het maandblad Algemeen Nijmeegs Studentenblad. Het ter ziele gegane stripblad Iris plaatste naast DirkJan ook ander werk van Retera. Nationale roem kwam toen het stripblad SjoSji de stroken ging plaatsen.
Met die laatste verhuizing veranderde ook het karakter van de strip. Op Bert na werden alle studenten eruit geschreven, en DirkJan verliet de universiteit; eerst om naar de gevangenis te gaan (in de stripverhalen wordt DirkJan ten tonele gevoerd als iemand die berucht is omdat hij kabouters misbruikt) en vervolgens om over de aarde (zelfs door het heelal en de tijd) te zwerven.
DirkJan verschijnt als dagstrip in het Algemeen Dagblad en Het Parool. Ook Veronica Magazine publiceert wekelijks twee stroken. Sinds 2018 wordt Dirkjan ook dagelijks gepubliceerd in de Provinciale Zeeuwse Courant, Twentsche Courant Tubantia, BN/DeStem, Brabants Dagblad, De Gelderlander, De Stentor, Eindhovens Dagblad, AD Amersfoortse Courant,
AD De Dordtenaar, AD Groene Hart, AD Haagsche Courant, AD Rivierenland, AD Rotterdams Dagblad, AD Utrechts Nieuwsblad, Friesch Dagblad, en Dagblad van het Noorden
Vanwege de toename van de verschijningsfrequentie richtte Retera in 2003 het Mark Retera Ensemble op, waarin naast hemzelf Remco Polman, Wilfred Ottenheijm en Mark Schilders aan de strip werkten, onder Retera's supervisie. Sinds in mei 2006 het ensemble ontbonden werd maakt Retera de strip deels weer alleen. Wilfred Ottenheijm regisseerde de eerste zes minuten durende animatie "Het elixer" die in 2008 in première ging, geanimeerd door hemzelf en Remco Polman.
Sinds 2009 wordt de gagstrip ook in het Vlaamse blad Humo gepubliceerd. In 2010 regisseerden Ottenheijm en Polman samen de korte animatiefilm "Dirkjan Heerst!". Deze film was in het najaar van 2010 te zien als voorfilm bij Jackass 3D in alle Pathé-bioscopen.
In september 2004 kreeg Retera de Stripschapprijs.

## Naar Frankrijk
Sinds 2014 wordt een Franse vertaling van de strip uitgegeven. DirkJan heet daarin Jean-Norbert en de uitgeverij is Paquet, uit Zwitserland. De strip staat ook in de gratis Franstalige krant 20 minutes.

## Karakter
Dirkjan draait in hoofdzaak om de titelfiguur en zijn huisgenoot Bert, die in een rommelig en smerig huis wonen, al dan niet samen met kabouters. Daarnaast zijn er meerdere grotendeels onafhankelijke verhaallijnen met eigen personages in een soort mediafranchise. Daaronder vallen series over Eduard van Druten, Marini, en Batman en Robin. Met name de eerste, die zich meestal concentreert op Van Drutens leraarschap, is bijna net zo prominent als de strip rond Dirkjan en Bert.

## Publicaties
Sinds 1999 verschijnt de strip in de televisiegids Veronica Magazine, en in een aantal GPD-bladen. Op 1 september 2005 verhuisde de DirkJan-dagstrip exclusief naar het Algemeen Dagblad (AD). Het amateurstripblad Iris (her)plaatste een aantal DirkJans, waarvan enkele die door SjoSji geweigerd waren. In totaal zijn er zevenentwintig DirkJan-albums. Tevens is er een 'Prehistorie' album verschenen dat aan album 1 voorafgaat, op half formaat, met nummer 0,5. Ook is er een mini-album 'Dossier DirkJan' verkrijgbaar met het allereerste tekenwerk en begeleidend commentaar van Mark Retera. Ten slotte komt er sinds 2005 ieder jaar een DirkJan-scheurkalender uit en zijn er twee DirkJan-legpuzzels verschenen. In 2009 bracht Veronica Magazine een eerste Dirkjan Kookboek uit met de titel Snert Enzo, in 2010 gevolgd door een Dirkjan BBQ kookboek BBQ en zo, eerste hulp bij barbecueën.
Op 1 september 2006 meldde het AD dat DirkJan in die krant voorlopig stopte. "Het moordende tempo van een dagstrip vormt voor de tekenaar nu even een te zware belasting." In Veronica Magazine verschenen wel nog nieuwe stroken. Vanaf januari 2008 verscheen DirkJan weer in het AD, maar deze keer alleen op zaterdag. Sinds halverwege 2009 heeft DirkJan weer een dagelijkse strip in het AD.
DirkJan verschijnt ook tweemaandelijks in Reflector.

## Controversieel of politiek correct
De humor van de strip is vaak gebaseerd op woordgrappen en onverwachte situaties, in een absurdistische stijl die verwant is aan cabaretiers als Herman Finkers en Brigitte Kaandorp. Volgens een interview met de auteur van DirkJan worden in de DirkJan-strips meestal smurfen en kabouters gebruikt, "omdat dat de enige bevolkingsgroepen zijn die nog ongestraft belachelijk gemaakt mogen worden", alhoewel er ook vaak clowns te zien zijn.
Toch wordt de strip soms controversieel. Op 23 september 2003 maakten drie dagbladen - het Haarlems Dagblad, het Leidsch Dagblad en de Gooi- en Eemlander - bekend met onmiddellijke ingang te stoppen met de publicatie van DirkJan. Aanleiding was de aflevering Homo van enkele dagen daarvoor, waarin een leraar zich op het schoolplein vergrijpt aan een leerling. Zeven andere bij de GPD aangesloten kranten zagen geen reden om ook te stoppen.
Een enkele keer bemoeit DirkJan zich met de actualiteit. In december 2004 verscheen er drie dagen achter elkaar een DirkJan in de krant over Geert, een nieuw jongetje in de klas van meester Van Druten dat islamofoob is. Ook is er een jongetje, Jan Peter, dat in plaats van hoogbegaafd hoogbeschaafd is.

## Personages
DirkJanDe hoofdpersoon. Hij heeft een hekel aan kabouters, smurfen en in het bijzonder Getuigen van Jesmurfa. Hij is in de strip onder meer: broekenverkoper, leraar, dierenverzorger, kapitein, kapper, wijkagent en middeleeuws kasteelheer. Onder de identiteit Dirkman zette hij zich in voor het bestrijden van kabouters.
BertDirkJans beste vriend. Hij is een echte zuipschuit en vrouwenliefhebber. In deel 15 schrijft hij zijn autobiografie: "Ik Bert". Bert is afkomstig uit de strip "Aksieburo Ket" en daarmee het enige originele personage in de strip dat eerder bedacht werd dan DirkJan. ("Geleende" personages als de Smurfen of Superman niet meegerekend.)
BelloDirkJans hond, die hij gratis bij een pak hondenvoer kreeg.
Opa BokmaOude man met een baard die wijze lessen voor DirkJan in pacht heeft, maar ook een heleboel minder wijze.
BennieDe nerd Bennie ontmoet DirkJan voor het eerst in het vreemdelingenlegioen. Bennie is vaak met Eduard op zoek naar allerlei manieren om "babes" te versieren.
Eduard van DrutenGrootste deel van de tijd leraar. Hij is tussendoor ook de antiheld Ruftman, minister-president en presentator van het programma Ezels. Van Druten is ook een groot liefhebber van Jackass, en probeert meestal op de leerlingen alle stunts uit die hij de dag ervoor heeft gezien.
MariniVriend van DirkJan, hij komt uit het gekkenhuis. Marini heeft soms een hoofdrol: hij speelde de romeinse keizer Marinero, de paus Marinus I en Marquis de Marini uit de pruikentijd. Probeert het evenbeeld van Napoleon te zijn en draagt een hoed met een N erop.
Meneer HendriksDirecteur van de school waar Van Druten werkt.
LuluBlonde danseres uit Club Bonanza.
FredEen lompe orang-oetan en tevens het jaloerse vriendje van Lulu. Hij is de uitsmijter van Club Bonanza.
BokitoDe welbekende gorilla die uit de dierentuin ontsnapt en die nu zijn tijd (18 maanden) uitzit in een cel.
De loempiaverkoperEen Vietnamees mannetje (met een typisch accent), dol op de Nederlandse vrijheid van meningsuiting, waar hij gretig gebruik van maakt. Misschien iets te gretig.
SylviaBerts vaste vriendin vanaf deel 17. Ze stoort zich regelmatig aan Berts ontrouw en gebrek aan romantiek.
YvetteEen Franse schoonmaakster die vanaf deel 20 de zware taak krijgt DirkJan en Berts huis op orde te brengen
Nork en Zork, alias Andnand & Ornor of Nurk & NarkTwee aliens die duidelijk van hun planeet uitgestuurd zijn om de Aardmensen te observeren. De vele uitvindingen van de moderne consumptiemaatschappij zijn niet echt aan hen besteed, en ze ondervinden vaak problemen om het verschil tussen letterlijke en figuurlijke betekenissen van uitdrukkingen uit elkaar te houden. De namen Andnand en Ornor zijn afgeleid van de logische poorten uit de informatietechnologie.
Leerlingen in van Drutens klas
Frankie SandersDommig uitziend jongetje. Hij is het meest regelmatige slachtoffer van Van Drutens streken.
HenkieNeefje van DirkJan. Lijkt erg op zijn oom. Heeft in deel 5 zijn eigen stripverhaal, genaamd 'Henkie Putter', een parodie op Harry Potter.
Casimir van LoonEen hoogbegaafd jongetje met een bril en een groot hoofd zonder haar. Hij wordt vanwege zijn intellect vaak gepest door andere scholieren en nu en dan ook door zijn leraar. Een prehistorische versie van hem was de uitvinder van de taal.
VrenegoorEen jongen met oranje haar die graag op de vuist gaat met Casimir.
Frans-JozefEen autoritair jongetje dat tijdens scouting in deel 9 de ambitie heeft een Groot Leider te worden, afgeleid van Adolf Hitler. Hij veroordeelt Casimir tot de brandstapel voor het gebruiken van moeilijke woorden.
Verder is (zoals reeds eerder genoemd) een vaak terugkerende running gag dat verschillende beroemdheden als kind ook bij van Druten in de klas terecht komen. Zij worden enkel bij de voornaam genoemd. Hieronder vallen Geert Wilders, Jan Peter Balkenende, Kim Jong-un, Willem Holleeder, Bram Moszkowicz, Matthijs van Nieuwkerk, Donald Trump, Thierry Baudet, Theo Hiddema en Willem-Alexander
De superhelden
Diverse superhelden passeren de revue in de Dirk Jan-strips, waaronder:
HopmanMet als geheime wapen "Goede Zin"; lijkt wat uiterlijk betreft op een blonde versie van Superman
SupermanAltijd op zoek naar "nieuwe uitdagingen", en reageert daarom regelmatig op advertenties voor beroepen die hem bij nader inzien vaak toch niet zo bevallen, in deel 9 krijgt hij een relatie met de Hulk;
BatmanEen opvliegende superheld die weinig geduld heeft voor tegenslagen, vooral als hij, meestal met Robin, op vakantie is.
HulkGroot, groen en een enorm zachtaardig karakter, in deel 9 krijgt hij een relatie met Superman.

## Uitgaven

### Hoofdreeks
- DirkJan 1 (1996)
- DirkJan 2 (1998)
- DirkJan 3 (1999)
- DirkJan 4 (2000)
- DirkJan 5 (2001)
- DirkJan 6 (2002)
- DirkJan 7 (2003)
- DirkJan 8 (2004)
- DirkJan 9 (2005)
- DirkJan 10 (2005)
- DirkJan 11 (2006)
- DirkJan 12 (2006)
- DirkJan 13 (2007)
- DirkJan 14 (2008)
- DirkJan 15 (2009)
- DirkJan 16 (2010)
- DirkJan 17 (2011)
- DirkJan 18 (2012)
- DirkJan 19 (2013)
- DirkJan 20 (2014)
- DirkJan 21 (2015)
- DirkJan 22 (2016)
- DirkJan 23 (2017)
- DirkJan 24 (2018)
- DirkJan 25 (2019)
- DirkJan 26 (2020)
- DirkJan 27 (2021)
- DirkJan 28 (2022)
- DirkJan 29 (2023)
- DirkJan 30 (2024)

### Buitenreeksalbums
- DirkJan 0,5: Prehistorie (2000)
- Dossier DirkJan (2004)
- Kabouterleed (2007)
- DirkJan Pocket (verzameling reeds uitgegeven gags, 2007)
- DirkJan BBQ & Zo - Eerste hulp bij barbecueën (kookboek, 2010)
- DirkJan + Bert! - Dikke Vrienden, De Beste Grappen Tot Nu Toe (2012)
- De Foto & De Mandarijn (2012)[5]
- DirkJan + Bert! - Buitenaards goed (2013)
- Dirkjan - Kon Minder ( Selectie reeds uitgegeven gags in het Gronings, 2024) [6]